# Oktoich cetyński

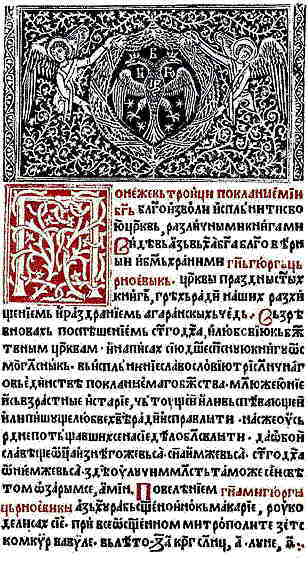

Oktoich cetyński – prawosławna księga liturgiczna wydrukowana w 1494 roku w Cetynii, stolicy Księstwa Zeta (dzisiejsza Czarnogóra). Jest to pierwszy inkunabuł wydrukowany cyrylicą w Europie Południowo-Wschodniej. Oktoich powstał pod kierownictwem Hieromonka Makarije w drukarni założonej w 1493 roku przez władcę Zety Đurađa Crnojevicia. Dzieło wydano w dwóch częściach, pierwszy tom zawiera hymny pierwszych czterech tonów, hymny pozostałych czterech tonów znajdują się w drugim tomie. Oba tomy nazywają się odpowiednio: Oktoich pierwszego tonu (Oktoih prvoglasnik) i Oktoich piątego tonu (Oktoih petoglasnik).
Oktoich pierwszego tonu
Oktoich pierwszego tonu został ukończony 4 stycznia 1494 roku. Istnieje 108 kopii tej książki, które przetrwały. Tom zawiera 269 kart o wymiarach 29×21,6 cm. Charakteryzuje się dwukolorowym drukiem, czerwonym i czarnym. Ozdobiony jest drzeworytniczymi winietami i inicjałami w stylu renesansowym ze śladami dawnych tradycji rękopisowych.
Oktoich piątego tonu

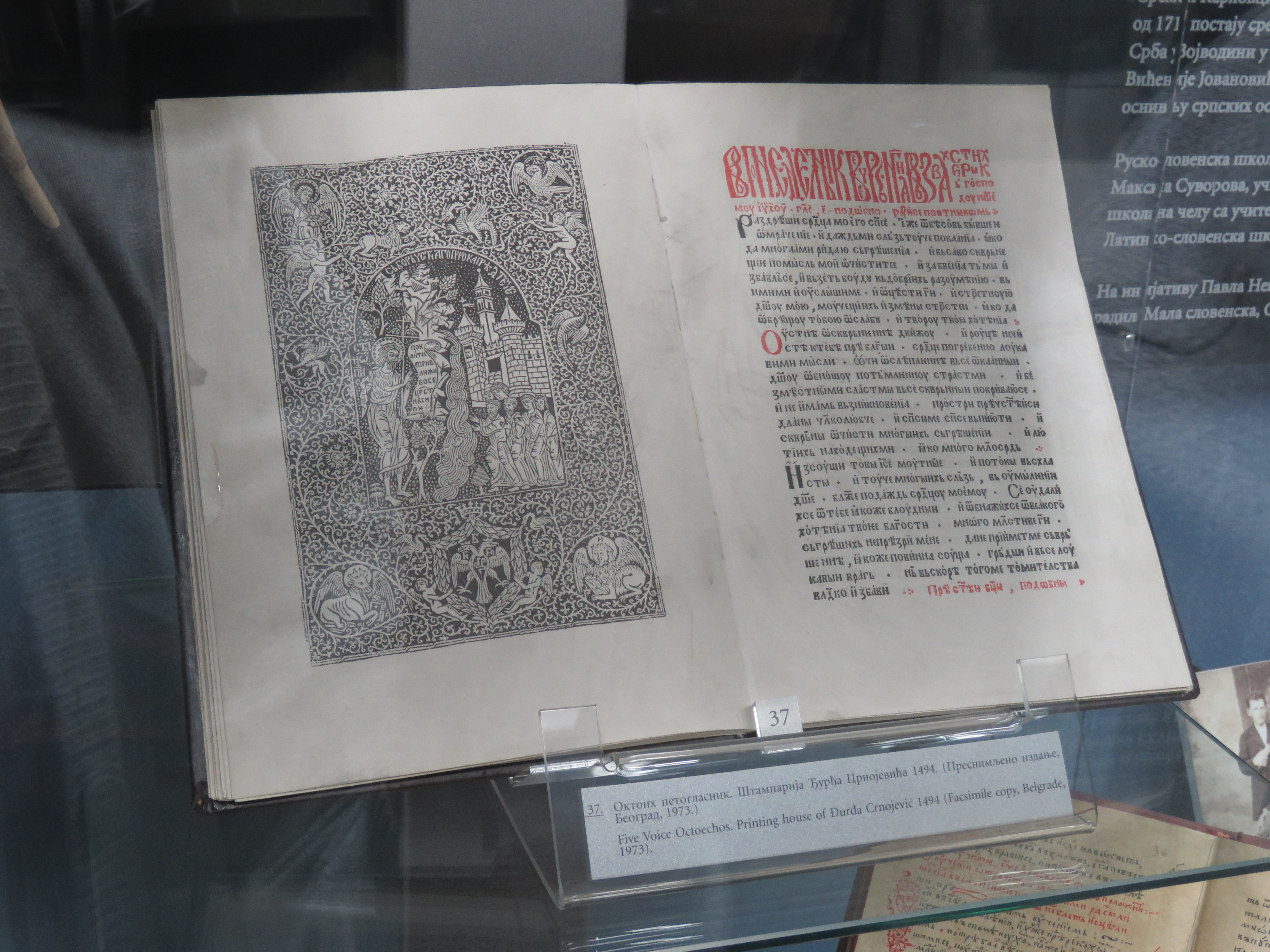
Oktoich piątego tonu, współczesny reprint

Oktoich piątego tonu reprezentuje pierwszy ilustrowany inkunabuł południowosłowiański. Jest zachowany we fragmentach, z których najdłuższy zawiera 37 kart, ma on sześć drzeworytowych ilustracji wykonanych przez artystę, któremu udało się umieścić dość złożone kompozycje z wieloma postaciami na stosunkowo małej przestrzeni.